# Haluge (Foča, BiH)
Haluge su naseljeno mjesto u općini Foči, Republika Srpska, BiH. Popisano je kao samostalno naselje na popisu 1961., a na kasnijim popisima ne pojavljuje se, jer je 1962. pripojeno Brajićima (Sl.list NRBiH, br.47/62). Daytonskim sporazumom našle su se u dijelu Brajića koji su u Republici Srpskoj.
Nalaze se s lijeve strane rijeke Drine, na desnoj obali rijeke Koline. 

## Stanovništvo
| Narod     | Popis 1961. |
| --------- | ----------- |
| Hrvati    |             |
| Muslimani | 15          |
| Srbi      | 39          |
| ostali    | 1           |
| Ukupno    | 55          |